# Верхній Вуктил
Верхній Вукти́л (рос. Верхний Вуктыл) — річка в Республіці Комі, Росія, права притока річки Вуктил, правої притоки річки Печора. Протікає територією Вуктильського міського округу.
Річка протікає на захід, північний захід, захід, північний захід та північ.